# Anderson Carvalho
Anderson Carvalho (20 de mayo de 1990) es un futbolista brasileño que juega como centrocampista en el Portuguesa Santista de Brasil.

## Trayectoria
Empezó su carrera en el Santos F. C., con el que marcó un gol en quince partidos antes de ser cedido al Vissel Kobe y al C. A. Penapolense. A mediados de 2014 rescindió su contrato y se marchó a Portugal para jugar en el Boavista F. C. Posteriormente pasó por el F. C. Tosno ruso antes de recalar en el C. D. Santa Clara en 2018. Con este equipo disputó 115 encuentros antes de rescindir su contrato en enero de 2023.
En 2024 regresó al fútbol brasileño y se unió al E. C. Internacional de Lages para el Campeonato Catarinense. Posteriormente militó en el E. C. São Bernardo y el Portuguesa Santista.

## Clubes
| Club                         | País     | Año       |
| ---------------------------- | -------- | --------- |
| Santos F. C.                 | Brasil   | 2011-2014 |
| Vissel Kobe (cedido)         | Japón    | 2012      |
| C. A. Penapolense (cedido)   | Brasil   | 2013      |
| Boavista F. C.               | Portugal | 2014-2017 |
| F. C. Tosno                  | Rusia    | 2017-2018 |
| C. D. Santa Clara            | Portugal | 2018-2023 |
| E. C. Internacional de Lages | Brasil   | 2024      |
| E. C. São Bernardo           | Brasil   | 2024      |
| Portuguesa Santista          | Brasil   | 2025-     |

## Palmarés

### Títulos nacionales
| Título        | Club        | País  | Año  |
| ------------- | ----------- | ----- | ---- |
| Copa de Rusia | F. C. Tosno | Rusia | 2018 |